# Zaza Enden
Zaza Enden (gru.  Zaza Eladze)  (Tbilisi, 28. svibnja 1976.) je bivši gruzijski košarkaš i košarkaški trener. Igrao je na mjestu centra i krilnog centra. Visine je 206 cm. Igrao je u Euroligi sezone 1998./99. za turski Fenerbahçe Ülker iz Istanbula.
1992. je godine po dolasku u Tursku dobio tursko državljanstvo.
Bio je trenerom-igračem Akçakoca Poyraza 2006./07. kad se plasirao u drugu tursku ligu.
2010. se pridružio hrvačkoj organizaciji Turkish Power Wrestling.